# Sven Lovén
Sven Ludvig Lovén, född den 6 januari 1809 i Stockholm, död där den 3 september 1895, var en svensk zoolog. Han var son till handelsborgmästaren Christian I. Lovén, kusin till professorn i medicin Nils Henrik Lovén, till ämbetsmannen Lars Johan Lovén och till prästen Nils Lovén samt far till läkaren Sigurd Lovén.

## Vetenskapsmannen Lovén
Efter studentexamen i Uppsala promoverades Lovén 1829 till magister och utnämndes året därpå till docent i zoologi vid Lunds universitet.  Hans zoologiska intresse kretsade då kring ryggradsdjur och särskilt fåglar. Avhandlingen ”Om fåglarnes geografiska utbredning” vittnar om detta. Åren 1830–1831 företog Lovén en resa till Berlin för att närmare studera djurens organisationsförhållanden. I Berlin inspirerades han av sina lärare Christian Gottfried Ehrenberg och Karl Asmund Rudolphi och började i stället inrikta sin forskning på de ryggradslösa havsdjuren.
Lovéns forskning på de ryggradslösa havsdjuren kom att föra honom på otaliga resor. Sina första vetenskapliga färder gjorde han i början av 1830-talet utmed den svenska västkusten. Därefter följde 1836–1837 resor till Finnmarken i Nordnorge och Spetsbergen. Hans resa räknas som den första vetenskapliga forskningsfärden dit från Sverige. Kommande storheter som Otto Torell, Adolf Erik Nordenskiöld och Alfred Nathorst skulle senare följa i hans farvatten. På Spetsbergen fann Lovén bland annat sambandet mellan den nu levande arktiska faunan och den som fanns under istiden i Skandinavien.
Lovéns tidigaste vetenskapliga arbeten utmynnade bland annat i två värdefulla uppsatser, ”Svenska trilobiter” (1844 och 1845) samt i ett systematiskt verk över Skandinaviens havsmollusker ”Index molluscorum” (1846). Internationellt är Lovén mest känd för sina arbeten över blötdjurens embryonalutveckling och deras gemensamma larvstadium, den så kallade ”trochophora larven” (ibland även kallad Lovéns larv). Redan 1835 hade Lovén upptäckt ett vid tiden okänt kräftdjur som han namngav ”Evadne nordmanni”. 
År 1840 invaldes Lovén som ledamot av Vetenskapsakademien. Året därpå, 1841, utnämndes han till rikets första professor och intendent vid Naturhistoriska riksmuseets evertebratavdelning, en tjänst han kom att inneha fram till 1892.
Mellan åren 1870 och 1892 ägnade Lovén större delen av sitt vetenskapliga arbete åt tagghudingar, främst sjöborrar. För ändamålet grundade Lovén Kristinebergs marina forskningsstation vid Fiskebäckskil 1877. En mängd vetenskapliga skrifter publicerades och två av dessa, ”Études sur les echinoidées” (1874) och ”On Pourtalesia, a genus of Echinoidea” (1883), intog en framstående plats inom dåtidens zoologiska litteratur om dessa djurgrupper.
I januari 2008 sammanfördes de två marina forsknings- och utbildningsstationerna Tjärnö marinbiologiska laboratorium och Kristinebergs marina forskningsstation till en gemensam organisation och det gemensamma namnet Sven Lovén centrum för marina vetenskaper. Lovéncentret lyder under Göteborgs universitet.

## Körledaren Lovén
Under sin tid i Lund ägnade sig Lovén, utöver sin forskning, åt musik och i synnerhet vokalmusik. Mellan 1829 och 1830 ledde han kvartettsång i sitt laboratorium. Sångaraktiviteten avbröts tillfälligtvis under Lovéns forskningsresa till Berlin 1830–1831. Vid Lovéns hemkomst 1831 hade Akademiska Föreningen  hunnit grundas. (En av AF:s fem grundare och mångårig ordförande var för övrigt en av Lovéns kusiner, Nils Henrik Lovén, professor i teoretisk medicin och i rättsmedicin.) Akademiska Föreningens tillblivelse skapade andra förutsättningar för Lovéns verksamhet, som han fortsatte i egenskap av Akademiska Föreningens sociala avdelningens vice förman. Istället för kvartettsång rekryterade nu Lovén en hel kör, vill vilken bland andra Otto Lindblad anslöt sig. Den 20 november 1831 höll kören sin första konsert. Kören, som sedermera kom att gå under namnet Lunds Studentsångförening, betraktar datumet som körens födelse.
Den 24 januari 1868 invaldes Lovén som ledamot nr 423 av Kungliga Musikaliska Akademien och samma år promoverades han till hedersdoktor vid Lunds universitet. År 1909 instiftade Kungliga Vetenskapsakademien Sven Lovéns minnesfond som delar ut den Lovénska medaljen.